# Ciencia
La ciencia es una disciplina sistemática que construye y organiza conocimiento en forma de hipótesis y predicciones comprobables sobre el universo. La ciencia moderna se divide típicamente en dos o tres ramas principales: las ciencias naturales (por ejemplo, física, química y biología), que estudian el mundo físico; y las ciencias sociales (por ejemplo, economía, psicología y sociología), que estudian a los individuos y las sociedades. Las ciencias formales (por ejemplo, lógica, matemáticas y ciencia computacional teórica), que estudian sistemas formales regidos por axiomas y reglas, a veces también se describen como ciencias; sin embargo, a menudo se consideran un campo separado porque dependen del razonamiento deductivo en lugar del método científico o de la evidencia empírica como su principal metodología. Las ciencias aplicadas son disciplinas que utilizan el conocimiento científico con fines prácticos, como la ingeniería y la medicina.
La historia de la ciencia abarca la mayoría del registro histórico, siendo los primeros precursores identificables de la ciencia moderna datados en la Edad de Bronce en Egipto y Mesopotamia (aproximadamente 3000–1200 a. C.). Sus contribuciones a las matemáticas, la astronomía y la medicina entraron y moldearon la filosofía natural griega de la antigüedad clásica, mediante la cual se intentaron proporcionar explicaciones de los eventos en el mundo físico basadas en causas naturales. La investigación científica decayó en estas regiones después de la caída del Imperio romano de Occidente durante la Alta Edad Media (400–1000 d. C.), pero en los renacimientos medievales (Renacimiento carolingio, Renacimiento otoniano y el Renacimiento del siglo XII) la erudición floreció nuevamente. Algunos manuscritos griegos perdidos en Europa Occidental fueron preservados y ampliados en el Medio Oriente durante la Edad de Oro del islam, junto con los esfuerzos posteriores de los eruditos griegos bizantinos, quienes llevaron manuscritos griegos desde el moribundo Imperio Bizantino a Europa Occidental al comienzo del Renacimiento.
La recuperación y asimilación de obras griegas e investigaciones islámicas en Europa Occidental desde los siglos X al XIII revivió la filosofía natural, que luego fue transformada por la Revolución Científica que comenzó en el siglo XVI cuando nuevas ideas y descubrimientos se apartaron de las concepciones y tradiciones griegas anteriores. El método científico pronto desempeñó un papel más importante en la creación del conocimiento y no fue hasta el siglo XIX cuando muchas de las características institucionales y profesionales de la ciencia comenzaron a tomar forma, junto con el cambio de "filosofía natural" a "ciencias naturales".
El nuevo conocimiento en la ciencia avanza mediante la investigación de científicos motivados por la curiosidad sobre el mundo y el deseo de resolver problemas. La investigación científica contemporánea es altamente colaborativa y suele realizarse por equipos en instituciones académicas y de investigación, agencias gubernamentales y empresas. El impacto práctico de su trabajo ha llevado al surgimiento de políticas científicas que buscan influir en la empresa científica, priorizando el desarrollo ético y moral de productos comerciales, armamentos, atención médica, infraestructura pública y protección del medio ambiente.

## Historia
La historia de la ciencia abarca el desarrollo de la ciencia desde la Antigüedad hasta el presente. La ciencia es un conocimiento empírico, teórico y de procedimiento sobre el universo, producido por científicos que formulan explicaciones y predicciones comprobables basadas en sus observaciones. Hay tres ramas principales de la ciencia: natural, social y formal.
Las primeras raíces de la ciencia se remontan al Antiguo Egipto y Mesopotamia alrededor de 3000 a 1200 A. C. Sus contribuciones a las matemáticas, la astronomía y la medicina entraron y dieron forma a la filosofía natural griega de la Antigüedad clásica, mediante la cual se hicieron intentos formales para proporcionar explicaciones de eventos en el mundo físico basadas en causas naturales. Después de la caída del Imperio romano occidental, el conocimiento de las concepciones griegas del mundo se deterioró en Europa occidental de habla latina durante los primeros siglos (400 a 1000 EC) de la Edad Media, pero continuó prosperando en el Imperio Romano Oriental (o Bizantino) de habla griega. Con la ayuda de traducciones de textos griegos, la cosmovisión helenística se conservó y se absorbió en el mundo musulmán de habla árabe durante la Edad de Oro islámica. La recuperación y asimilación de obras griegas y las investigaciones islámicas en Europa occidental desde el siglo X al XIII revivieron el aprendizaje de la filosofía natural en Occidente.
La filosofía natural se transformó durante la Revolución Científica en la Europa de los siglos XVI al XVII, a medida que nuevas ideas y descubrimientos se apartaron de las concepciones y tradiciones griegas anteriores. La Nueva Ciencia que surgió era más mecanicista en su cosmovisión, más integrada con las matemáticas y más confiable y abierta ya que su conocimiento se basaba en un método científico recién definido. Pronto siguieron más «revoluciones» en los siglos siguientes. La revolución químicadel siglo XVIII por ejemplo, introdujo nuevos métodos cuantitativos y medidas para la química. En el siglo XIX se enfocaron nuevas perspectivas con respecto a la conservación de la energía, la edad de la Tierra y la evolución. Y en el siglo XX nuevos descubrimientos en genética y física sentaron las bases para nuevas subdisciplinas como la biología molecular y la física de partículas. Además, las preocupaciones industriales y militares, así como la creciente complejidad de los nuevos esfuerzos de investigación, pronto marcaron el comienzo de la era de la «gran ciencia», particularmente después de la Segunda Guerra Mundial.

### Culturas tempranas

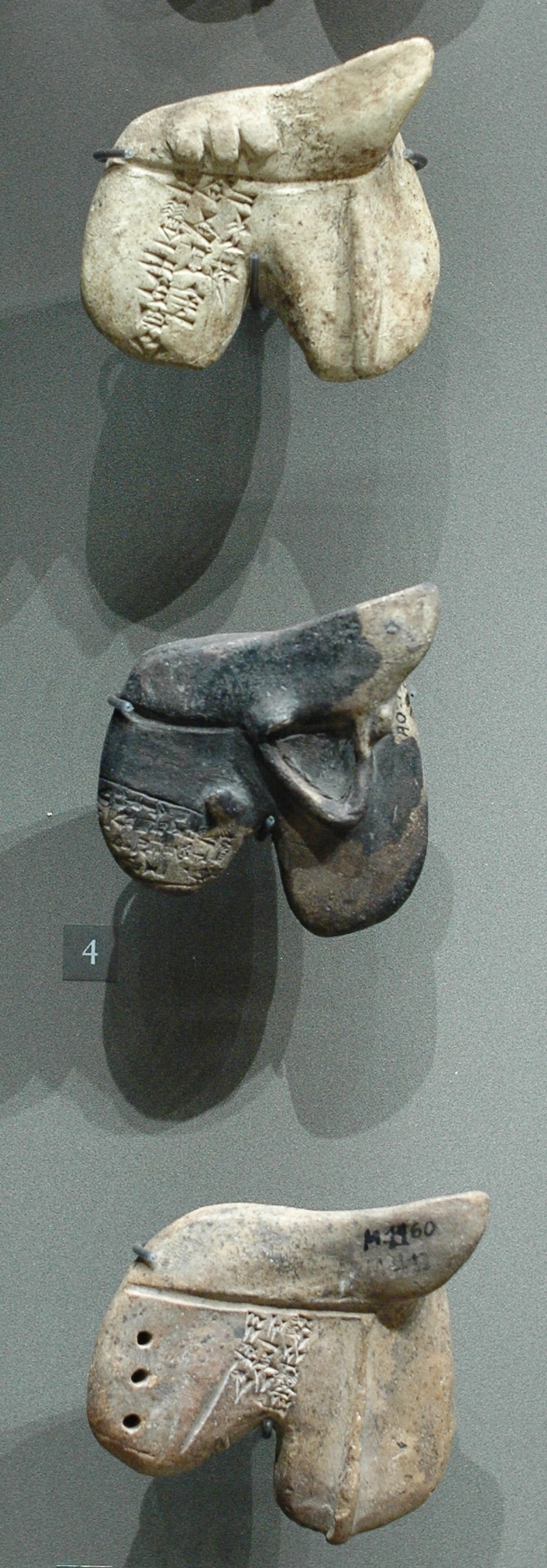
Modelos de arcilla de hígados de animales que datan entre los siglos y, encontrados en el palacio real de Mari, Siria.

Las primeras raíces de la ciencia se remontan al Antiguo Egipto y a la Mesopotamia en torno a los años 3000 a 1200 a. C. Aunque las palabras y los conceptos de «ciencia» y «naturaleza» no formaban parte del paisaje conceptual de la época, los antiguos egipcios y mesopotámicos hicieron aportaciones que más tarde encontrarían un lugar en la ciencia griega y medieval: las matemáticas, la astronomía y la medicina. A partir de alrededor del año 3000 a. C., los antiguos egipcios desarrollaron un sistema de numeración de carácter decimal y orientaron sus conocimientos de geometría a la resolución de problemas prácticos, como los de los topógrafos y constructores. Incluso desarrollaron un calendario oficial que contenía doce meses, de treinta días cada uno, y cinco días al final del año. Los antiguos pueblos de Mesopotamia utilizaban los conocimientos sobre las propiedades de diversos productos químicos naturales para la fabricación de cerámica, loza, vidrio, jabón, metales, yeso de cal e impermeabilización; también estudiaban la fisiología animal, la anatomía y el comportamiento con fines divinatorios y realizaban amplios registros de los movimientos de los objetos astronómicos para su estudio de la astrología. Los mesopotámicos tenían intenso interés por la medicina y las primeras prescripciones médicas aparecen en sumeria durante la Tercera Dinastía de Ur (c. 2112 a. C. - c. 2004 a. C.). No obstante, los mesopotámicos parecen haber tenido poco interés en recopilar información sobre el mundo natural por el mero hecho de recopilar información y principalmente solo estudiaron temas científicos que tenían aplicaciones prácticas obvias o relevancia inmediata para su sistema religioso.

### Antigüedad clásica
En la Antigüedad clásica, no existe un verdadero análogo antiguo de un científico moderno. En su lugar, individuos bien educados, generalmente de clase alta, y casi universalmente varones, realizaban diversas investigaciones sobre la naturaleza siempre que podían disponer de tiempo. Antes de la invención o descubrimiento del concepto de «naturaleza» (griego antiguo physis) por parte de los filósofos presocráticos, las mismas palabras solían utilizarse para describir la forma natural en que crece una planta, y la «manera» en que, por ejemplo, una tribu adora a un dios determinado. Por esta razón, se afirma que estos hombres fueron los primeros filósofos en sentido estricto, y también los primeros en distinguir claramente «naturaleza» y «convención»: 209  La filosofía natural, precursora de la ciencia natural, se distinguía así como el conocimiento de la naturaleza y de las cosas que son verdaderas para toda comunidad, y el nombre de la búsqueda especializada de tal conocimiento era filosofía, el reino de los primeros filósofos-físicos. Eran principalmente especuladores o teóricos, particularmente interesados en la astronomía. En cambio, tratar de utilizar el conocimiento de la naturaleza para imitarla (artificio o tecnología, griego technē) era visto por los científicos clásicos como un interés más apropiado para los artesanos de clase social inferior.

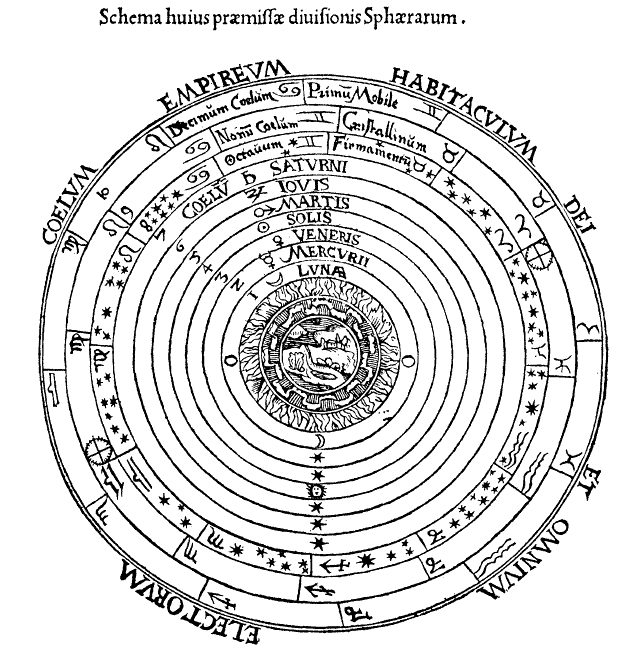
El universo tal y como lo concibieron Aristóteles y Ptolomeo a partir de la obra de Peter Apian de 1524, Cosmographia. 1524 obra Cosmographia. La tierra está compuesta por cuatro elementos: Tierra, Agua, Fuego y Aire. La tierra no se mueve ni gira. Está rodeada por esferas concéntricas que contienen los planetas, el sol, las estrellas y el cielo.

Los primeros filósofos griegos de la Escuela Milesiana, fundada por Tales de Mileto y continuada posteriormente por sus sucesores Anaximandro y Anaxímenes, fueron los primeros en intentar explicar la fenómenos naturales sin apoyarse en lo sobrenatural. El Pitagóricos desarrolló una filosofía de números complejos: 467–68  y contribuyó significativamente al desarrollo de la ciencia matemática.: 465  El teoría de los átomos fue desarrollado por el filósofo griego Leucipo y su alumno Demócrito. El médico griego Hipócrates estableció la tradición de la ciencia médica sistemática y es conocido como «El padre de la medicina».
Un punto de inflexión en la historia de la ciencia filosófica primitiva fue el ejemplo de Sócrates de aplicar la filosofía al estudio de los asuntos humanos, incluyendo la naturaleza humana, la naturaleza de las comunidades políticas y el propio conocimiento humano. El método socrático, tal y como se documenta en los diálogos de Platón, es un método dialéctico de eliminación de hipótesis: se encuentran mejores hipótesis identificando y eliminando constantemente las que conducen a contradicciones. Se trata de una reacción al énfasis de los sofistas en la retórica. El método socrático busca verdades generales, comúnmente sostenidas, que dan forma a las creencias y las escudriña para determinar su consistencia con otras creencias. Sócrates criticó el tipo de estudio más antiguo de la física por ser demasiado puramente especulativo y carente de autocrítica. Sócrates fue más tarde, en palabras de su Apología, acusado de corromper a la juventud de Atenas porque «no creía en los dioses en los que cree el Estado, sino en otros nuevos seres espirituales». Sócrates refutó estas afirmaciones, pero fue condenado a muerte.: 30e 
Aristóteles creó posteriormente un programa sistemático de filosofía teleológica: El movimiento y el cambio se describen como la actualización de los potenciales que ya están en las cosas, según el tipo de cosas que sean. En su física, el Sol gira alrededor de la Tierra, y muchas cosas tienen como parte de su naturaleza que son para los humanos. Cada cosa tiene una causa formal, una causa final, y un papel en un orden cósmico con un impulsor inmóvil. Los socráticos también insistieron en que la filosofía debería utilizarse para considerar la cuestión práctica de la mejor manera de vivir para un ser humano (un estudio que Aristóteles dividió en ética y filosofía política). Aristóteles sostenía que el hombre conoce una cosa científicamente «cuando posee una convicción a la que ha llegado de una manera determinada, y cuando los primeros principios sobre los que descansa esa convicción le son conocidos con certeza».
El astrónomo griego Aristarco de Samos (310-230 a. C.) fue el primero en proponer un modelo heliocéntrico del universo, con el Sol en el centro y todos los planetas orbitando alrededor de él. El modelo de Aristarco fue ampliamente rechazado porque se creía que violaba las leyes de la física. El inventor y matemático Archimedes de Siracusa hizo importantes contribuciones a los inicios del cálculo y a veces se le ha atribuido como su inventor, aunque su protocálculo carecía de varias características definitorias.Plinio el Viejo fue un escritor y polímata romano, que escribió la enciclopedia seminal Historia Natural, que se ocupan de la historia, la geografía, la medicina, la astronomía, las ciencias de la tierra, la botánica y la zoología. Otros científicos o protocientíficos de la Antigüedad fueron Teofrasto, Euclides, Herófilo, Hiparco, Ptolomeo y Galeno.

## Ramas
Las ramas de la ciencia, disciplinas científicas, o simplemente ciencias, se suelen dividir en tres grupos: ciencias formales, ciencias naturales, y ciencias humanas o ciencias sociales. Estas conforman las ciencias básicas, sobre las que se apoyan las ciencias aplicadas como la ingeniería, la medicina y la enfermería.

### Unidad
En filosofía de la ciencia, la unidad de la ciencia es la idea de que todas las ciencias forman una integralidad o un todo unificado, que no puede ser separado o desmembrado a riesgo de perder la visión de conjunto.
A pesar de esta afirmación, por ejemplo, es claro que física y sociología son dos disciplinas bien distintas y diferenciadas, y casi podríamos decir de una cualidad diferente, aunque la tesis de la unidad o unicidad de la ciencia afirmaría que, en principio, ambas deberían formar parte de un universo intelectual unificado de difícil o inconducente desmembramiento.
La tesis de la unidad de la ciencia está usualmente asociada con una visión de diferentes niveles de organización en la naturaleza, donde la física es la más básica o fundamental, y donde la química es la que le sigue en jerarquía, y sobre esta última sigue la biología, y sobre la biología sigue la sociología. Según esta concepción, y partiendo desde la física, se reconocería así que las células, los organismos, y las culturas, tienen todos una base o un origen biológico, pero representando tres diferentes niveles jerárquicos de la organización biológica.
A pesar de lo expresado, también se ha sugerido (por ejemplo por Jean Piaget, 1950), que la unicidad de la ciencia podría ser considerada en términos de un círculo de ciencias o de disciplinas, donde la física provee la base para la química, y donde a su vez la química es la base para la biología, y la biología la base para la psicología, y esta la base para la lógica y la matemática, y a su vez la lógica y la matemática serviría de base y de comprensión para la física.
La tesis de la unidad de la ciencia simplemente expresa que hay leyes científicas comunes aplicables a cualquier cosa y en cualquier nivel de organización. Pero en un determinado nivel de organización, los científicos llaman a esas leyes con nombres particulares, y visualizan la aplicación y expresión de esas leyes en ese nivel de una manera adaptada y simplificada, enfatizando por ejemplo la importancia de alguna de ellas sobre las otras. Es así como la termodinámica o las leyes de la energía, parecerían ser universales para cierto número de diferentes disciplinas, ya que por cierto, todos los sistemas en la naturaleza operan o parecen operar sobre la base de transacciones de energía. Claro, esto no excluye la posibilidad de algunas leyes particulares aplicables específicamente a dominios quizás caracterizados por una complejidad creciente, tal como lo sugerido por Gregg R. Henriques (2003, consultar 'Tree of Knowledge System'), quien precisamente propone cuatro grados de complejidad: Materia, Vida, Mente, y Cultura. Desde luego, este árbol igualmente podría ser circular, con la cultura enmarcando la comprensión y la percepción de la materia y de los sistemas por parte de la gente.
La ciencia es una creación humana, y forma parte de cultura humana. La ciencia es un todo unificado, en el sentido que es profundamente entendida cuando se la considera de una manera integral y holística, y no hay científicos que estudien realidades alternativas. Sin embargo, bien podría argumentarse que los científicos no actúan con un enfoque integral, pues por facilidad de análisis o por las razones que fueren, se hacen hipótesis simplificatorias, se aísla, se trata separadamente. Es posiblemente la percepción de una realidad sola, lo único que desemboca en la unidad de la ciencia.
Según la lógica proposicional, la ciencia parecería ser un camino hacia la simplificación, o en realidad hacia la universalización de teorías científicas discretas sobre la energía, y que los físicos llaman unificación. Esto ha conducido a la teoría de cuerdas y a sus concepciones derivadas, probablemente relacionadas con la noción que, en la base, sólo se encuentra la energía que no fue liberada en la Gran Explosión, y realmente nada más.

### Límites
En filosofía de la ciencia, el problema de la demarcación es la cuestión de definir los límites que deben configurar el concepto «ciencia». Las fronteras se suelen establecer entre lo que es conocimiento científico y no científico, entre ciencia y metafísica, entre ciencia y pseudociencia, y entre ciencia y religión. El planteamiento de este problema, conocido como problema generalizado de la demarcación, abarca estos casos. El problema generalizado, en último término, lo que intenta es encontrar criterios para poder decidir, entre dos teorías dadas, cuál de ellas es más «científica».
Tras más de un siglo de diálogo entre filósofos de la ciencia y científicos en diversos campos, y a pesar de un amplio consenso acerca de las bases generales del método científico, los límites que demarcan lo que es ciencia, y lo que no lo es, continúan siendo debatidos.

## Investigación científica
La investigación es el trabajo creativo y sistemático realizado para aumentar el conocimiento. Implica la recopilación, organización y análisis de información para aumentar la comprensión de un tema o problema. Un proyecto de investigación puede ser una expansión del trabajo anterior en el campo. Para probar la validez de instrumentos, procedimientos o experimentos, la investigación puede reproducir elementos de proyectos anteriores o del proyecto en su conjunto.

### Método
El método científico es una metodología para obtener nuevos conocimientos, de la ciencia y que consiste en la observación sistemática, medición, experimentación y la formulación; análisis y modificación de hipótesis. Las principales características de un método científico válido son la falsabilidad y la reproducibilidad y repetibilidad de los resultados, corroborada por revisión por pares. Algunos tipos de técnicas o metodologías utilizadas son la deducción, la inducción, la abducción, y la predicción, entre otras. 
El método científico abarca las prácticas aceptadas por la comunidad científica como válidas a la hora de exponer y confirmar sus teorías. Las reglas y principios del método científico buscan minimizar la influencia de la subjetividad del científico en su trabajo, reforzando así la validez de los resultados y, por ende, del conocimiento obtenido. 
No todas las ciencias tienen los mismos requisitos. La experimentación, por ejemplo, no es posible en ciencias como la física teórica. El requisito de reproducibilidad y repetibilidad, fundamental en muchas ciencias, no se aplica a otras, como las ciencias humanas y sociales, donde los fenómenos no solo no se pueden repetir controlada y artificialmente (que es en lo que consiste un experimento), sino que son, por su esencia, irrepetibles, por ejemplo, la historia.
Así mismo, no existe un único modelo de método científico. El científico puede usar métodos definitorios, clasificatorios, estadísticos, empírico-analíticos, hipotético-deductivos, procedimientos de medición, entre otros. Por esto, referirse a el método científico, es referirse a un conjunto de tácticas empleadas para construir conocimiento de forma válida. Estas tácticas pueden ser mejoradas, o reemplazadas por otras, en el futuro. Cada ciencia, y aun cada tipo de investigación concreta, puede requerir un modelo propio de método científico.

### Leyes
Una ley científica es una proposición científica que afirma una relación constante entre dos o más variables o factores, cada uno de los cuales representa una propiedad o medición de sistemas concretos. También se define como regla y norma constantes e invariables de las cosas, surgida de su causa primera o de sus cualidades y condiciones. Por lo general se expresa matemáticamente o en lenguaje formalizado. Las leyes muy generales pueden tener una prueba indirecta verificando proposiciones particulares derivadas de ellas y que sean verificables. Los fenómenos inaccesibles reciben una prueba indirecta de su comportamiento a través del efecto que puedan producir sobre otros hechos que sí sean observables o experimentables.
En la arquitectura de la ciencia la formulación de una ley es un paso fundamental. Es la primera formulación científica como tal. En la ley se realiza el ideal de la descripción científica; se consolida el edificio entero del conocimiento científico: de la observación a la hipótesis teórica-formulación-observación-experimento (ley científica), teoría general, al sistema. El sistema de la ciencia es o tiende a ser, en su contenido más sólido, sistema de las leyes.
Diferentes dimensiones que se contienen en el concepto de ley:
- La aprehensión meramente descriptiva
- Análisis lógico-matemático
- Intención ontológica

Desde un punto de vista descriptivo la ley se muestra simplemente como una relación fija, entre ciertos datos fenoménicos. En términos lógicos supone un tipo de proposición, como afirmación que vincula varios conceptos relativos a los fenómenos como verdad. En cuanto a la consideración ontológica la ley como proposición ha sido interpretada históricamente como representación de la esencia, propiedades o accidentes de una sustancia. Hoy día se entiende que esta situación ontológica se centra en la fijación de las constantes del acontecer natural, en la aprehensión de las regularidades percibidas como fenómeno e incorporadas en una forma de «ver y explicar el mundo».
El problema epistemológico consiste en la consideración de la ley como verdad y su formulación como lenguaje y en establecer su «conexión con lo real», donde hay que considerar dos aspectos:
- El término de lo real hacia el cual intencionalmente se dirige o refiere la ley, es decir, la constancia de los fenómenos en su acontecer como objeto de conocimiento. Generalmente, y de forma vulgar, se suele interpretar como «relación causa/efecto» o «descripción de un fenómeno». Se formula lógicamente como una proposición hipotética en la forma: Si se da a, b, c.. en las condiciones, h, i, j... se producirá s, y, z...[99][100]
- La forma y el procedimiento con que la ley se constituye, es decir, el problema de la inducción.

### Teorías
La teoría científica es una explicación de un aspecto del mundo natural o social que puede ser (o a fortiori, que ha sido) probada y corroborada repetidamente de acuerdo con el método científico, utilizando protocolos aceptados de observación, medición y evaluación de resultados. Cuando es posible, algunas teorías se prueban en condiciones controladas en un experimento. En circunstancias que no son susceptibles de prueba experimental, las teorías se evalúan mediante principios de razonamiento abductivo. Las teorías científicas establecidas han resistido un escrutinio riguroso y encarnan el conocimiento científico.  
Una teoría científica se diferencia de un hecho científico o de una ley científica en que una teoría explica el "por qué" o "cómo". Un hecho es una observación simple y básica, mientras que una ley es una declaración (a menudo una ecuación matemática) sobre una relación entre hechos u otras leyes. Por ejemplo, la Ley de Gravedad de Newton es una ecuación matemática que puede usarse para predecir la atracción entre cuerpos, pero no es una teoría para explicar cómo funciona la gravedad.
Los científicos elaboran distintas teorías partiendo de hipótesis que han sido corroboradas por el método científico, luego recolectan pruebas para poner a prueba dichas teorías. Las finalidades de las teorías son explicativas y predictivas. La fuerza de una teoría científica se relaciona con la cantidad de fenómenos que puede explicar, los cuales son medidos por la capacidad que tiene dicha teoría de hacer predicciones falsables respecto de dichos fenómenos que tiende a explicar. 

### Modelos
Un modelo científico es una representación abstracta, conceptual, gráfica o visual (ver, por ejemplo: mapa conceptual), física de fenómenos, sistemas o procesos a fin de analizar, describir, explicar, simular (en general, explorar, controlar y predecir) esos fenómenos o procesos. Un modelo permite determinar un resultado final a partir de unos datos de entrada. Se considera que la creación de un modelo es una parte esencial de toda actividad científica.
Aun cuando hay pocos acuerdos generales acerca del uso de modelos, La ciencia moderna ofrece una colección creciente de métodos, técnicas y teorías acerca de los diversos tipos de modelos. Las teorías o propuestas sobre la construcción, empleo y validación de modelos se encuentran en disciplinas tales como la metodología, filosofía de la ciencia, teoría general de los sistemas y en el campo relativamente nuevo de visualización científica. En la práctica, diferentes ramas o disciplinas científicas tienen sus propias ideas y normas acerca de tipos específicos de modelos. Sin embargo, y en general, todos siguen los principios del modelado.
Debe distinguirse entre un modelo científico y una teoría, aun cuando ambos se hallan muy estrechamente relacionados, pues el modelo para una teoría equivale a una interpretación de esta teoría. Una teoría dada puede tener diversos modelos para poder ser explicada.
Para hacer un modelo es necesario plantear una serie de hipótesis, de manera que lo que se quiere estudiar esté suficientemente plasmado en la representación, aunque también se busca, normalmente, que sea lo bastante sencillo como para poder ser manipulado y estudiado.
Todo conocimiento de la realidad comienza con idealizaciones que consisten en abstraer y elaborar conceptos; es decir, construir un modelo acerca de la realidad. El proceso consiste en atribuir a lo percibido como real ciertas propiedades, que frecuentemente, no serán sensibles. Tal es el proceso de conceptualización y su traducción al lenguaje.
Eso es posible porque se suprimen ciertos detalles destacando otros que nos permiten establecer una forma de ver la realidad, aun sabiendo que no es exactamente la propia realidad. El proceso natural sigue lo que tradicionalmente se ha considerado bajo el concepto de analogía. Pero en la ciencia el contenido conceptual solo se considera preciso como modelo científico de lo real, cuando dicho modelo es interpretado como caso particular de un modelo teórico y se pueda concretar dicha analogía mediante observaciones o comprobaciones precisas y posibles.
El objeto modelo es cualquier representación esquemática de un objeto. Si el objeto representado es un objeto concreto entonces el modelo es una idealización del objeto, que puede ser pictórica (por ejemplo, un dibujo) o conceptual (una fórmula matemática); es decir, puede ser figurativa o simbólica. La informática ofrece herramientas para la elaboración de objetos-modelo a base del cálculo numérico.
La representación de una cadena polimérica con un collar de cuentas de colores es un modelo análogo o físico; un sociograma despliega los datos de algunas de las relaciones que pueden existir entre un grupo de individuos. En ambos casos, para que el modelo sea modelo teórico debe estar enmarcado en una estructura teórica. El objeto modelo así considerado deviene, en determinadas circunstancias y condiciones, en modelo teórico.
Un modelo teórico es un sistema hipotético-deductivo concerniente a un objeto modelo que es, a su vez, representación conceptual esquemática de una cosa o de una situación real o supuesta real. El modelo teórico siempre será menos complejo que la realidad que intenta representar, pero más rico que el objeto modelo, que es solo una lista de rasgos del objeto modelizado. Bunge esquematiza estas relaciones de la siguiente forma:
| Cosa o hecho                   | Objeto-modelo                        | Modelo teórico                                    |
| ------------------------------ | ------------------------------------ | ------------------------------------------------- |
| Deuterón                       | Pozo de potencial del protón neutrón | Mecánica cuántica del pozo de potencia            |
| Soluto en una solución diluida | Gas perfecto                         | Teoría cinética de los gases                      |
| Tráfico a la hora punta        | Corriente continua                   | Teoría matemática de la corriente continua        |
| Organismo que aprende          | Caja negra markoviana                | Modelo del operador lineal de Bush y Mosteller    |
| Cigarras que cantan            | Colección de osciladores acoplados   | Mecánica estadística de los osciladores acoplados |

### Consenso
El consenso suele lograrse a través del debate científico. La ética científica exige que las nuevas ideas, los hechos observados, las hipótesis, los experimentos y los descubrimientos se publiquen, justamente para garantizar la comunicación a través de conferencias, publicaciones (libros, revistas) y su revisión entre pares y, dado el caso, la controversia con los puntos de vista discrepantes. La reproducibilidad de los experimentos y la falsación de las teorías científicas son un requisito indispensable para la buena práctica científica.
En ocasiones, las instituciones científicas emiten declaraciones con las que tratan de comunicar al "exterior" una síntesis del estado de la ciencia desde el "interior". El debate mediático o político sobre temas que son controvertidos dentro de la esfera pública pero no necesariamente para la comunidad científica puede invocar un consenso científico, como por ejemplo el tema de la evolución biológica o el cambio climático.
El conocimiento científico adquiere el carácter de objetividad por medio de la comunidad y sus instituciones, con independencia de los individuos. D. Bloor, siguiendo a Popper y su teoría del mundo 3, convierte simétricamente el reino de lo social en un reino sin súbditos individuales, en particular reduce el ámbito del conocimiento al estado del conocimiento en un momento dado, esto es, a las creencias aceptadas por la comunidad relevante, con independencia de los individuos en concreto. El conocimiento científico es únicamente adscrito a la «comunidad científica».

### Progreso
El progreso científico es una etiqueta o una denominación, con frecuencia usada para señalar o evocar el desarrollo de los conocimientos científicos. El progreso técnico depende, en buena medida, del progreso científico.

## Filosofía de la ciencia
- Naturaleza y la obtención de las ideas científicas (conceptos, hipótesis, modelos, teorías, paradigma, etc.)[121]
- Relación de cada una de ellas con la realidad
- Cómo la ciencia describe, explica, predice y contribuye al control de la naturaleza (esto último en conjunto con la filosofía de la tecnología)
- Formulación y uso del método científico
- Tipos de razonamiento utilizados para llegar a conclusiones
- Implicaciones de los diferentes métodos y modelos de ciencia

La filosofía de la ciencia comparte algunos problemas con la gnoseología —la teoría del conocimiento— que se ocupa de los límites y condiciones de posibilidad de todo conocimiento. Pero, a diferencia de esta, la filosofía de la ciencia restringe su campo de investigación a los problemas que plantea el conocimiento científico; el cual, tradicionalmente, se distingue de otros tipos de conocimiento, como el ético o estético, o las tradiciones culturales.
A lo largo de la historia, se han propuesto diversos esquemas para el método científico. No hay un único método científico, algunos de los más importantes son:
- Método inductivo-deductivo: La ciencia comienza con observaciones individuales, a partir de las cuales se formulan generalizaciones que van más allá de los hechos observados. Estas generalizaciones permiten hacer predicciones, cuya confirmación las fortalece. Aristóteles, Francis Bacon, Galileo, Newton, y muchos otros científicos y filósofos se adhieren a este esquema.
- Método hipotético-deductivo: Se parte de hipótesis o conjeturas que preceden y guían a las observaciones. La ciencia no se inicia con la experiencia del mundo, sino con ideas propuestas por el investigador.  Hume, Whewell, Kant, Popper, y otros se inclinan hacia este método.
- Método a priori: El conocimiento se alcanza mediante la razón pura, sin necesidad de recurrir a la experiencia. Descartes es un exponente de este método.

- Anarquismo metodológico: No existe un método científico único y universal. Los científicos utilizan una variedad de métodos y estrategias, y no hay reglas fijas que garanticen el éxito de la investigación. Feyerabend es el principal defensor de esta postura.

En la actualidad, muchos científicos consideran que no existe un único método científico, debido a la complejidad y diversidad de las ciencias.
Algunos científicos han mostrado un vivo interés por la filosofía de la ciencia y algunos como Galileo Galilei, Isaac Newton y Albert Einstein, han hecho importantes contribuciones. Numerosos científicos, sin embargo, se han dado por satisfechos dejando la filosofía de la ciencia a los filósofos y han preferido seguir haciendo ciencia en vez de dedicar más tiempo a considerar cómo se hace la ciencia. Dentro de la tradición occidental, entre las figuras más importantes anteriores al siglo XX destacan entre muchos otros Platón, Aristóteles, Epicuro, Arquímedes, Boecio, Alcuino, Averroes, Nicolás de Oresme, Santo Tomas de Aquino, Jean Buridan, Leonardo da Vinci, Raimundo Lulio, Francis Bacon, René Descartes, John Locke, David Hume, Emmanuel Kant y John Stuart Mill.

## Comunidad científica
La comunidad científica consta del cuerpo total de científicos junto a  sus relaciones e interacciones. Se divide normalmente en "subcomunidades", cada una trabajando en un campo particular de la ciencia (por ejemplo existe una comunidad de robótica dentro del campo de las ciencias de la computación). Los miembros de una misma comunidad no necesitan trabajar en conjunto. La comunicación entre miembros es establecida por la diseminación de trabajos de investigación e hipótesis a través de artículos en revistas científicas que son minuciosamente revisados, o asistiendo a conferencias donde presentan las nuevas investigaciones o realizan y debaten nuevas ideas. La incorporación a asociaciones presentes dentro de cada subcomunidad, es generalmente una función de la educación, estado laboral y afiliación institucional. 

### Científicos
Un científico (del latín scientificus, y a su vez de scientia, 'conocimiento' y -fic, raíz apofónica de facis, 'hacer') es una persona que participa y realiza una actividad sistemática para generar nuevos conocimientos en el campo de las ciencias (tanto naturales como sociales), es decir, que realiza investigación científica. El término fue acuñado por el británico William Whewell en 1833.

### Mujeres en ciencia
Las mujeres han contribuido notablemente a la ciencia desde sus inicios. El estudio histórico, crítico y sociológico de este hecho se ha convertido en una disciplina académica en sí misma.
En varias antiguas civilizaciones occidentales hubo mujeres dedicadas a la medicina, y el estudio de la filosofía natural estaba abierto a las mujeres en la Antigua Grecia. Las mujeres también hicieron aportaciones a la protociencia de la alquimia en el siglo I y II d. C. En la Edad Media, los conventos cumplían una importante función para la educación femenina y algunas de estas instituciones les brindaron a las mujeres la oportunidad de participar en la investigación académica. Pero cuando, en el siglo XI, se fundaron las primeras universidades, las mujeres quedaron en su mayor parte excluidas de ellas. Fuera del mundo académico, fue la botánica la ciencia que más se benefició de las aportaciones femeninas al inicio de la Edad Moderna. En Italia parece haber reinado una actitud más abierta que en otros lugares hacia los estudios de medicina por parte de mujeres. La primera mujer de la que se sabe que obtuvo una cátedra en una disciplina científica fue Laura Bassi en la Italia del siglo XVIII.

### Sociedad científica
Una sociedad científica es una asociación de profesionales, investigadores, especialistas o eruditos de una rama del conocimiento o de las ciencias en general, que les permite reunirse, exponer los resultados de sus investigaciones, confrontarlos con los de sus colegas o especialistas de los mismos dominios del conocimiento, y difundir sus trabajos a través de publicaciones especializadas. La membresía puede estar abierta a todos, puede requerir la posesión de alguna calificación o puede ser un honor conferido por elección.

## Influencia en la sociedad

### Divulgación científica
La divulgación científica es el conjunto de actividades que interpretan y hacen accesible el conocimiento científico a la sociedad, es decir, todas aquellas labores que llevan a cabo el conocimiento científico a las personas interesadas en entender o informarse sobre ese tipo de conocimiento. La divulgación pone su interés no solo en los descubrimientos científicos del momento (por ejemplo, la determinación de la masa del neutrino), sino también en teorías más o menos bien establecidas o aceptadas socialmente (por ejemplo, la teoría de la evolución) o incluso en campos enteros del conocimiento científico.

### Estudios de ciencia, tecnología y sociedad
Los estudios sociales sobre ciencia y tecnología abarcan un campo interdisciplinario de estudios sobre los efectos culturales, éticos y políticos del conocimiento científico y la innovación tecnológica. Colocan el énfasis en la interpretación sobre las utilidades, apropiaciones e impactos en la vida cotidiana de las personas, con el objetivo de romper las antiguas barreras de investigación científico-técnica.